# Blue Dragon Film Awards
A Blue Dragon Film Awards (hangul: 청룡영화제, Cshongnjong Jonghvadzse, handzsa: 靑龍映畵祭, RR: Cheongryong Yeonghwaje) dél-koreai filmes díjátadó, amelyen a megelőző év sikerfilmjeit és magas művészi értékű, népszerű alkotásait jutalmazzák. A díjat 1963-ban hozta létre a The Chosun Ilbo újság, legnagyobb riválisa az állami alapítású Grand Bell Awards. A díjátadót az 1973-ban felfüggesztették, 1990 óta azonban minden évben megrendezik, a Sports Chosun újság jóvoltából.

## Díjak
- Legjobb film
- Legjobb rendező
- Legjobb új rendező
- Legjobb színész
- Legjobb színésznő
- Legjobb férfi mellékszereplő
- Legjobb női mellékszereplő
- Legjobb új színész
- Legjobb új színésznő
- Legjobb operatőri munka
- Legjobb filmzene
- Legjobb művészeti rendezés
- Technikai díj
- Legjobb eredeti forgatókönyv
- Legjobb világítás
- Legnépszerűbb színész (internetes szavazatok alapján)
- Legnépszerűbb film (az előző év legtöbb nézőt vonzó filmje)

### Legjobb film
| #   | Év   | Film                                       |
| --- | ---- | ------------------------------------------ |
| #1  | 1963 | Kinship                                    |
| #2  | 1964 | Extra Human Being                          |
| #3  | 1965 | Sad Story of Self Supporting Child         |
| #4  | 1966 | Market                                     |
| #5  | 1967 | Flame in the Valley                        |
| #6  | 1968 | Descendents of Cain                        |
| #7  | 1969 | The Old Jar Craftsman                      |
| #8  | 1971 | When a Woman Breaks Her Jewel Box          |
| #9  | 1972 | Oyster Village                             |
| #10 | 1973 | The Three-Day Reign                        |
| #11 | 1990 | Black Republic                             |
| #12 | 1991 | Death Song                                 |
| #13 | 1992 | Our Twisted Hero                           |
| #14 | 1993 | Panszori-énekesek (Szophjondzse (Sopyonje) |
| #15 | 1994 | The Taebaek Mountains                      |
| #16 | 1995 | A Single Spark                             |
| #17 | 1996 | Ünnep                                      |
| #18 | 1997 | Green Fish                                 |
| #19 | 1998 | Christmas in August                        |
| #20 | 1999 | Nowhere to Hide                            |
| #21 | 2000 | Demilitarizált övezet: JSA                 |
| #22 | 2001 | One Fine Spring Day                        |
| #23 | 2002 | Cshühvaszon (취화선, Chi-hwa-seon)         |
| #24 | 2003 | Tavasz, nyár, ősz, tél… és tavasz          |
| #25 | 2004 | Silmido                                    |
| #26 | 2005 | Lady Vengeance – A bosszú asszonya         |
| #27 | 2006 | A gazdatest                                |
| #28 | 2007 | The Show Must Go On                        |
| #29 | 2008 | Forever the Moment                         |
| #30 | 2009 | Anya                                       |
| #31 | 2010 | Vértestvérek                               |
| #32 | 2011 | The Unjust                                 |
| #33 | 2012 | Pietà                                      |
| #34 | 2013 | Wish                                       |
| #35 | 2014 | The Attorney                               |
| #36 | 2015 | A bérgyilkosság                            |
| #37 | 2016 | A belső ember                              |
| #38 | 2017 | Taxisofőr                                  |
| #39 | 2018 | 1987: Mikor eljön a nap                    |
| #40 | 2019 | Élősködők                                  |
| #41 | 2020 | The Man Standing Next                      |
| #42 | 2021 | Escape from Mogadishu                      |

### Legjobb rendező
| #   | Év   | Rendező                                 | Film                               |
| --- | ---- | --------------------------------------- | ---------------------------------- |
| #1  | 1963 | I Manhi (이만희, Lee Man-hee)           | The Marines Who Never Returned     |
| #2  | 1964 | Ju Hjonmok (유현목, Yu Hyun-mok)        | Extra Human Being                  |
| #3  | 1965 | Kim Szujong (김수용, Kim Su-yong)       | Sad Story of Self Supporting Child |
| #4  | 1966 | I Manhi (이만희, Lee Man-hee)           | Market                             |
| #5  | 1967 | Kim Szujong (김수용, Kim Su-yong)       | Children in the Firing Range       |
| #6  | 1968 | Ju Hjonmok (유현목, Yu Hyun-mok)        | Descendents of Cain                |
| #7  | 1969 | Cshö Havon (최하원, Choi Ha-won)        | The Old Jar Craftsman              |
| #8  | 1971 | Kim Gijong (김기영, Kim Ki-young)       | Woman of Fire                      |
| #9  | 1972 | Kim Hjocshon (김효천, Kim Hyo-cheon)    | Cattle Seller                      |
| #10 | 1973 | Csong Dzsinu (정진우, Jeong Jin-woo)    | Viva the Island Frog               |
| #11 | 1990 | Csong Dzsijong (정지영, Chung Ji-young) | Partisans of South Korea           |
| #12 | 1991 | Im Gvonthek (임권택, Im Kwon-taek)      | Fly High Run Far: Kaebyok          |
| #13 | 1992 | Pak Csongvon (박종원, Park Jong-won)    | Our Twisted Hero                   |
| #14 | 1993 | Kim Judzsin (김유진, Kim Yoo-jin)       | Love is Oh Yeah!                   |
| #15 | 1994 | Csang Szonu (장선우, Jang Sun-woo)      | To You from Me                     |
| #16 | 1995 | Pak Kvangszu (박광수, Park Kwang-su)    | A Single Spark                     |
| #17 | 1996 | Im Gvonthek (임권택, Im Kwon-taek)      | Ünnep                              |
| #18 | 1997 | I Cshangdong (이창동, Lee Chang-dong)   | Green Fish                         |
| #19 | 1998 | Hong Szangszu (홍상수, Hong Sang-soo)   | The Power of Kangwon Province      |
| #20 | 1999 | Kang Dzsegju (강제규, Kang Je-gyu)      | Süri                               |
| #21 | 2000 | Pak Cshanuk (박찬욱, Park Chan-wook)    | Demilitarizált övezet: JSA         |
| #22 | 2001 | Szong Heszong (송해성, Song Hae-sung)   | Failan                             |
| #23 | 2002 | Im Gvonthek (임권택, Im Kwon-taek)      | Cshühvaszon (취화선, Chi-hwa-seon) |
| #24 | 2003 | Pak Cshanuk (박찬욱, Park Chan-wook)    | Oldboy                             |
| #25 | 2004 | Kang Uszok (강우석, Kang Woo-suk)       | Silmido                            |
| #26 | 2005 | Pak Csinphjo (박진표, Park Jin-pyo)     | You Are My Sunshine                |
| #27 | 2006 | Kim Thejong (김태용, Kim Tae-yong)      | Family Ties                        |
| #28 | 2007 | Ho Dzsinho (허진호, Hur Jin-ho)         | Happiness                          |
| #29 | 2008 | Kim Dzsiun (김지운, Kim Ji-woon)        | The Good, the Bad, and the Weird   |
| #30 | 2009 | Kim Jonghva (김용화, Kim Yong-hwa)      | Take Off                           |
| #31 | 2010 | Kang Uszok (강우석, Kang Woo-suk)       | Moss                               |
| #32 | 2011 | Lju Szungvan (류승완, Ryoo Seung-wan)   | The Unjust                         |
| #33 | 2012 | Csong Dzsijong (정지영, Chung Ji-young) | Unbowed                            |
| #34 | 2013 | Pong Dzsunho (봉준호, Bong Joon-ho)     | Snowpiercer – Túlélők viadala      |
| #35 | 2014 | Kim Hanmin                              | The Admiral: Roaring Currents      |
| #36 | 2015 | Rju Szungvan (Ryu Seung-wan)            | Veterán                            |
| #37 | 2016 | Na Hongdzsin (Na Hong-jin)              | Kokszongi sirató                   |
| #38 | 2017 | Kim Hjonszok (Kim Hyeon-seok)           | I Can Speak                        |
| #39 | 2018 | Jun Dzsongbin (Yoon Jong-bin)           | The Spy Gone North                 |
| #40 | 2019 | Pong Dzsunho (Bong Junho)               | Élősködők                          |
| #41 | 2020 | Im Dehjong (Lim Dae-hyeong)             | Moonlit Winter                     |
| #42 | 2021 | Rju Szungvan (Ryoo Seung-wan)           | Escape from Mogadishu              |

### Legjobb színész
| #   | Év   | Színész                                                              | Film                                                                                     |
| --- | ---- | -------------------------------------------------------------------- | ---------------------------------------------------------------------------------------- |
| #1  | 1963 | Kim Szungho (김승호, Kim Seung-ho)                                   | Kinship (Hjolmek (Hyeolmaek) 혈맥)                                                       |
| #2  | 1964 | Kim Dzsingju (김진규, Kim Jin-kyu)                                   | Extra Human Being                                                                        |
| #3  | 1965 | Kim Dzsingju (Kim Jin-kyu)                                           | Extra Human Being                                                                        |
| #4  | 1966 | Sin Jonggjun (신영균, Shin Young-kyun)                               | Market (Sidzsang (Sijang) 시장)                                                          |
| #5  | 1967 | Kim Szungho (Kim Seung-ho)                                           | Fishing Boats are Full (Manszon (Manseon) 만선)                                          |
| #6  | 1969 | Sin Jonggjun (Shin Young-kyun)                                       | King's Father (Tevongun (Daewongun) 대원군)                                              |
| #7  | 1970 | Pak Nosik (박노식, Park No-shik)                                     | Revengeful Man (Toraon phaldo szanai (Doraon paldo sanai) 돌아온 팔도 사나이)            |
| #8  | 1971 | Cshö Murjong (최무룡, Choi Moo-ryong)                                | A Facedown in 30 Years (30 njonmani tegjol (30 nyeonman-ui daegyeol) 30년만의 대결)      |
| #9  | 1972 | Pak Nosik (Park No-shik)                                             | Cattle Seller (Szodzsangszu (Sojangsu) 소장수)                                           |
| #10 | 1973 | Sin Jonggjun (Shin Young-kyun)                                       | The Three-Day Reign (Szamil cshonha (Samil cheonha) 삼일천하)                            |
| #11 | 1990 | An Szonggi (안성기, Ahn Sung-ki)                                     | Partisans of South Korea                                                                 |
| #12 | 1991 | Im Szongmin (임성민, Im Sung-min)                                    | Death Song                                                                               |
| #13 | 1992 | Mun Szonggun (문성근, Moon Sung-geun)                                | Road to the Racetrack (Kjongmadzsang kanun kil (Gyeongmajang ganeun gil) 경마장 가는 길) |
| #14 | 1993 | Kim Mjonggon (김명곤, Kim Myung-gon)                                 | Panszori-énekesek                                                                        |
| #15 | 1994 | Mun Szonggun (Moon Sung-geun) Pak Csunghun (박중훈, Park Joong-hoon) | To You from Me The Rules of the Game (Keimi popcshik (Geim-ui beopchik) 게임의 법칙)     |
| #16 | 1995 | Cshö Minszu (최민수, Choi Min-soo)                                   | Terrorist (Theroriszuthu (Teroriseuteu) 테러리스트)                                      |
| #17 | 1996 | Mun Szonggun (Moon Sung-geun)                                        | A Petal                                                                                  |
| #18 | 1997 | Han Szoggju (한석규, Han Suk-kyu)                                    | Green Fish                                                                               |
| #19 | 1998 | Pak Sinjang (박신양, Park Shin-yang)                                 | A Promise (Jakszok (Yaksok) 약속)                                                        |
| #20 | 1999 | I Dzsongdzse (이정재, Lee Jung-jae)                                  | City of the Rising Sun                                                                   |
| #21 | 2000 | Szol Gjonggu (설경구, Sol Kyung-gu)                                  | Mentolos cukorka                                                                         |
| #22 | 2001 | Cshö Minsik (최민식, Choi Min-sik)                                   | Failan                                                                                   |
| #23 | 2002 | Szol Gjonggu (Sol Kyung-gu)                                          | Public Enemy                                                                             |
| #24 | 2003 | Cshö Minsik (최민식, Choi Min-sik)                                   | Oldboy                                                                                   |
| #25 | 2004 | Csang Donggon (장동건, Jang Dong-gun)                                | Harcosok szövetsége                                                                      |
| #26 | 2005 | Hvang Dzsongmin (황정민, Hwang Jung-min)                             | You Are My Sunshine                                                                      |
| #27 | 2006 | Pak Csunghun (Park Joong-hoon) An Szonggi (Ahn Sung-ki)              | Radio Star (Radio szutha (Radio seuta) 라디오 스타)                                      |
| #28 | 2007 | Szong Gangho (송강호, Song Kang-ho)                                  | The Show Must Go On                                                                      |
| #29 | 2008 | Kim Junszok (김윤석, Kim Yoon-seok)                                  | Az üldöző                                                                                |
| #30 | 2009 | Kim Mjongmin (김명민, Kim Myung-min)                                 | Closer to Heaven                                                                         |
| #31 | 2010 | Csong Dzsejong (정재영, Jung Jae-young)                              | Moss                                                                                     |
| #32 | 2011 | Pak Heil (박해일, Park Hae-il)                                       | Íjak háborúja                                                                            |
| #33 | 2012 | Cshö Minsik (Choi Min-sik)                                           | Nameless Gangster                                                                        |
| #34 | 2013 | Hvang Dzsongmin (황정민, Hwang Jung-min)                             | Egy új világ                                                                             |
| #35 | 2014 | Szong Gangho (Song Kang-ho)                                          | The Attorney                                                                             |
| #36 | 2015 | Ju Ain (Yoo Ah-in)                                                   | A trón                                                                                   |
| #37 | 2016 | I Bjonghon (Lee Byung-hun)                                           | A belső ember                                                                            |
| #38 | 2017 | Szong Gangho (Song Kang-ho)                                          | Taxisofőr                                                                                |
| #39 | 2018 | Kim Junszok (Kim Yoon-seok)                                          | 1987: Mikor eljön a nap                                                                  |
| #40 | 2019 | Csong Uszong (Jeong Woo-seong)                                       | Innocent Witness                                                                         |
| #41 | 2020 | Ju Ain (Yoo Ain)                                                     | A csönd hangja                                                                           |
| #42 | 2021 | Szol Gjonggu (Sol Gyeong-gu)                                         | The Book of Fish                                                                         |

### Legjobb színésznő
| #   | Év   | Színésznő                                                    | Film |
| --- | ---- | ------------------------------------------------------------ | --- |
| #1  | 1963 | Hvang Dzsongszun (황정순, Hwang Jeong-sun)                   | Kinship (Hjolmek (Hyeolmaek) 혈맥) |
| #2  | 1964 | Mun Dzsongszuk (문정숙, Moon Jeung-suk)                      | Never Look Back (Torabodzsi mara (Doraboji mara) 돌아보지 마라)                                                                             |
| #3  | 1965 | Om Engnan (엄앵란, Um Aing-ran)                              | Beautiful Eye Pupil (Arumdaum nundongdzsa (Areumdaun nundongja) 아름다운 눈동자)                                                            |
| #4  | 1966 | Mun Dzsongszuk (Moon Jeung-suk)                              | Market (Sidzsang (Sijang) 시장) |
| #5  | 1967 | Csu Dzsungnjo (주증녀, Joo Jeung-nyeo)                       | Flame in the Valley |
| #6  | 1969 | Nam Dzsongim (남정임, Nam Jeong-im)                          | Punnjo (분녀, Bunnyeo) |
| #7  | 1970 | Kim Dzsimi (김지미, Kim Ji-mee)                              | Your Name is Woman (Noi irumun jodzsa (No-ui ireumeun yeoja) 너의 이름은 여자)                                                              |
| #8  | 1971 | Jun Jodzsong (윤여정, Yoon Yeo-jeong)                        | Woman of Fire |
| #9  | 1972 | Jun Dzsonghi (윤정희, Yoon Jeong-hee)                        | Oyster Village |
| #10 | 1973 | Jun Dzsonghi (Yoon Jeong-hee)                                | Hjonjo simcshong (Hyonyeo Simcheong) 효녀 심청)                                                                                             |
| #11 | 1990 | Von Migjong (원미경, Won Mi-kyung)                           | Only Because You Are a Woman (Tandzsi kudega jodzsaranun ijumanuro (Danji geudaega yeojaraneun iyumaneuro) 단지 그대가 여자라는 이유만으로) |
| #12 | 1991 | Csang Mihi (장미희, Chang Mi-hee)                            | Death Song |
| #13 | 1992 | Kang Szujon (강수연, Kang Soo-yeon)                          | Road to the Racetrack (Kjongmadzsang kanun kil (Gyeongmajang ganeun gil) 경마장 가는 길)                                                    |
| #14 | 1993 | Kim Hjeszu (김혜수, Kim Hye-soo)                             | First Love |
| #15 | 1994 | Cshö Mjonggil (최명길, Choi Myung-gil)                       | La Vie en Rose |
| #16 | 1995 | Kim Hjeszu (Kim Hye-soo) Pang Undzsin (방은진, Bang Eun-jin) | Dr. Bong (Toktho Pong (Dokto Bong) 닥터 봉) 301, 302                                                                                        |
| #17 | 1996 | Sim Hjedzsin (심혜진, Shim Hye-jin)                          | The Adventures of Mrs. Park (Pak ponggon kacsholszagon (Park bonggon gacsholsageon) 박봉곤 가출사건)                                        |
| #18 | 1997 | Sin Ungjong (신은경, Shin Eun-kyung)                         | Downfall |
| #19 | 1998 | Sim Unha (심은하, Shim Eun-ha)                               | Christmas in August |
| #20 | 1999 | Cson Dojon (전도연, Jeon Do-yeon)                            | The Harmonium in My Memory |
| #21 | 2000 | I Mijon (이미연, Lee Mi-yeon)                                | Pisces (Mulgogidzsari (Mulgogijari) 물고기자리)                                                                                             |
| #22 | 2001 | Csang Dzsinjong (장진영, Jang Jin-young)                     | Szorum (소름, Soreum) |
| #23 | 2002 | Kim Jundzsin (김윤진, Kim Yoon-jin)                          | Ardor |
| #24 | 2003 | Csang Dzsinjong (Jang Jin-young)                             | Szinglik |
| #25 | 2004 | I Najong (이나영, Lee Na-young)                              | Someone Special |
| #26 | 2005 | I Jonge (이영애, Lee Young-ae)                               | Lady Vengeance – A bosszú asszonya |
| #27 | 2006 | Kim Hye-soo (김혜수, Kim Hjeszu)                             | Tazza: The High Rollers |
| #28 | 2007 | Cson Dojon (Jeon Do-yeon)                                    | Secret Sunshine |
| #29 | 2008 | Szon Jedzsin (손예진, Son Ye-jin)                            | My Wife Got Married |
| #30 | 2009 | Ha Dzsivon (하지원, Ha Ji-won)                               | Closer to Heaven |
| #31 | 2010 | Jun Csonghi (윤정희, Yoon Jeong-hee) Szu E (수애, Soo Ae)    | Poézis – Mégis szép az élet Midnight FM |
| #32 | 2011 | Kim Hanul (김하늘, Kim Ha-neul)                              | Blind |
| #33 | 2012 | Im Szudzsong (임수정, Im Soo-jung)                           | All About My Wife |
| #34 | 2013 | Han Hjodzsu (한효주, Han Hyo-joo)                            | Cold Eyes |
| #35 | 2014 | Cshon Uhi (Cheon U-hui)                                      | Han Gongdzsu (Han Gong-ju) |
| #36 | 2015 | I Dzsonghjon (Lee Jeong-hyeon)                               | Alice in Earnestland |
| #37 | 2016 | Kim Minhi (Kim Min-hui)                                      | A szobalány |
| #38 | 2017 | Na Munhi (Na Mun-hui)                                        | I Can Speak |
| #39 | 2018 | Han Dzsimin (Han Ji-min)                                     | Miss Baek |
| #40 | 2019 | Cso Jodzsong (Jo Yeo-jeong)                                  | Élősködők |
| #41 | 2020 | Ra Miran                                                     | Egy őszinte politikus |
| #42 | 2021 | Mun Szori (Mun So-ri)                                        | Three Sisters |